# 許子妝
許子 妝（きょし そう）は、東周時代の許の後期の君主。姓は姜、名は妝。
許子妝の実在を証明する資料として許子妝簠がある。許子妝簠は現在の上海博物館に所蔵されている。蓋上の銘文は5行33字である。